# Àcid succínic
L'àcid succínic, anomenat mitjançant la nomenclatura (IUPAC: àcid butanodioic) és un àcid dicarboxílic amb la fórmula:
HOOC-CH₂-CH₂-COOH (C₄H₆O₄)
En forma d'anió succinat, intervé en el cicle de Krebs, reduint el coenzim FAD i permetent així la consecució d'energia per fosforilació oxidativa després de la cessió d'electrons a intermediaris de la cadena de transport d'electrons, segons la reacció següent:
succinat + FAD → fumarat + FADH2
Aquest àcid es poden trobar a la fermentació del vi.
Es troba sobretot en els músculs, en fongs i a l'ambre i altres resines, d'on s'extreu per destil·lació. S'obté per hidrogenació dels àcids maleic i fumàric, i a la indústria es sintetitza a partir de l'acetilè i del formaldehid.
S'utilitza en la fabricació de laques, colorants, en perfumeria, en medicina i com a additiu alimentari (E-363).